# Bettina Berendt
Bettina Berendt ist eine deutsche Informatikerin und Professorin. Sie lehrt an der Technischen Universität Berlin an der Fakultät für Elektrotechnik und Informatik sowie an der Katholischen Universität Leuven (Belgien). Zudem ist sie seit 2019 Direktorin des Weizenbaum-Instituts für die vernetzte Gesellschaft.

## Berufsweg
Bettina Berendt studierte ab 1985 Betriebswirtschaft an der Freien Universität Berlin. Von 1987 bis 1988 wechselte sie im Rahmen eines DAAD-Stipendiums an die Universität Cambridge und schloss mit einem Master in Philosophie ab, ehe sie 1991 an der Freien Universität Berlin ihr Diplom erhielt. Bis 1992 studierte sie weiter an der Universität Edinburgh, wo sie sich mit künstlicher Intelligenz beschäftigte, und erwarb einen Master in Informatik. Von 1993 bis 1998 absolvierte sie den Promotionsstudiengang Kognitionswissenschaften an der Universität Hamburg und wurde mit einer Arbeit zur Raumkognition unter dem Thema „Representation and Processing of Knowledge about Distances in Environmental Spaces“ promoviert.
Zwischen 1996 und 2001 war sie wissenschaftliche Mitarbeiterin im Rahmen des DFG-Projekts „Räumliche Strukturen in Aspektkarten“ an der Universität Hamburg, der interdisziplinären Forschergruppe für Computervisualistik der Otto-von-Guericke-Universität Magdeburg und am Institut für Pädagogik und Informatik der Humboldt-Universität Berlin. Hier unterrichtete sie auch zunächst als wissenschaftliche Mitarbeiterin, nach ihrer Habilitation 2003 als Juniorprofessorin.
Ab 2007 lehrte sie an der Katholischen Universität Leuven (Belgien) in verschiedenen Bachelor- und Masterstudiengängen und arbeitete in der Forschungsgruppe Deklarative Programmierung und künstliche Intelligenz. 2019 folgte Bettina Berendt einem Ruf der Technischen Universität Berlin an die Fakultät für Elektrotechnik und Informatik als Professorin für Internet und Gesellschaft. Sie lehrt weiterhin als Gastprofessorin in Leuven.
In ihrer Funktion als Leiterin des Fachbereichs Internet und Gesellschaft an der TU Berlin ist Bettina Berendt Direktorin am Weizenbaum-Institut für die vernetzte Gesellschaft. Hier leitet sie als Direktorin zwei Forschungsgruppen zum Thema Verantwortung und das Internet der Dinge sowie Kritikalität KI-basierter Systeme. Das Weizenbaum-Institut erforscht interdisziplinär und grundlagenorientiert den Wandel der Gesellschaft durch die Digitalisierung und entwickelt Gestaltungsoptionen für Politik, Wirtschaft und Zivilgesellschaft.

## Forschungsschwerpunkte
In ihre aktuellen Forschung widmet sich Bettina Berendt vorrangig Daten und dem kritischen Umgang mit Daten insbesondere hinsichtlich der Privatsphäre und dem Datenschutz, aber auch Themen wie Diskriminierung und Fairness. Weiterhin forscht sie zu künstlicher Intelligenz und Ethik mit der Fokussierung auf textuelle, semantische und Web-bezogene Daten und Nutzung.
Bettina Berendt gehörte 2020 zu einem Team von Wissenschaftlerinnen und Wissenschaftlern, die das Manifesto for Web Science publizierten. In diesem Manifest steht die Frage im Mittelpunkt, was getan werden kann, um das Web so zu entwickeln, dass es für die Menschheit seine positiven Potenziale entfaltet und zu den bestmöglichen Ergebnissen führt.

## Publikationen (Auswahl)
- Bettina Berendt: Representation and Processing of Knowledge about Distances in Environmental Spaces. A computational model of inferred route distances investigating their qualitative and quantitative determinants. Dissertation, Universität Hamburg 1998.[6]

### Herausgeberschaften
- Bettina Berendt, Andreas Hotho, Dunja Mladenic, Maarten van Someren, Myra Spiliopoulou, Gerd Stumme (Hrsg.): Web Mining: From Web to Semantic Web. Springer, Berlin 2004, ISBN 978-3-540-30123-3.
- Bettina Berendt, Andreas Hotho, Dunja Mladenic, Giovanni Semeraro (Hrsg.): From web to social web: discovering and deploying user and content profiles. Springer, Berlin 2007, ISBN 978-3-540-74951-6.
- Bettina Berendt et al. (Hrsg.): Knowledge discovery enhanced with semantic and social information. Springer, Berlin 2009, ISBN 978-3-642-01890-9.
- Bettina Berendt, Thomas Engel, Demosthenes Ikonomou, Daniel Le Métayer, Stefan Schiffner (Hrsg.): Privacy Technologies and Policy. Third Annual Privacy Forum 2015. Springer International Publishing 2016, ISBN 978-3-319-31456-3.

### Fachartikel
- Bettina Berendt, Thomas Barkowsky, Christian Freksa: Repräsentation und Verarbeitung geographischen Wissens in Aspektkarten.
- Bettina Berendt, Christian Freksa: Time and Space in Cognitive Systems. 1995
- The utility of mental images: How to construct stable mental models in an unstable image medium. 1996
- Christopher Habel, Karl Friedrich Wender, Bettina Berendt: Spatial Representation with Aspect Maps. 2000
- Bettina Berendt, Frank Havemann: Beschleunigung der Wissenschaftskommunikation durch Open Access und neue Möglichkeiten der Qualitätssicherung. In: Wissenschaftsforschung Jahrbuch 2007 – Integrität wissenschaftlicher Publikationen in der Digitalen Bibliothek. Humboldt-Universität zu Berlin 2007
- Bettina Berendt, Joaquin Vanschoren, Bo Gao: Datenanalyse und -visualisierung. In: Stephan Büttner, Hans-Christoph Hobohm, Lars Müller (Hrsg.): Handbuch Forschungsdatenmanagement. BOCK + HERCHEN Verlag, Bad Honnef 2011, ISBN 978-3-88347-283-6.
- Bettina Berendt, Marco Büchler, Geoffrey Rockwell: Is it research or is it spying? Thinking-through ethics in Big Data AI and other knowledge sciences. Künstliche Intelligenz Vol. 29 Nr. 2, Springer, Berlin 2015.
- Martin Degeling, Bettina Berendt: What is wrong about Robocops as consultants? A technology-centric critique of predictive policing. Springer online, 2017, DOI:10.1007/s00146-017-0730-7
- Big Data, Hype und Kritik. Über argumentative Strategien und Strohmänner. In: Martin Degeling, Julius Othmer, Andreas Weich, Bianca Westermann: Profile. Interdisziplinäre Beiträge. Meson press, Lüneburg 2017, S. 129–145
- Bias in data-driven artificial intelligence systems—An introductory survey. 2020, DOI:10.15488/10778